# Dufourea arkeuthos
Dufourea arkeuthos is een vliesvleugelig insect uit de familie Halictidae. De wetenschappelijke naam van de soort is voor het eerst geldig gepubliceerd in 2004 door Ebmer.